# WikiNodes
WikiNodes es una aplicación para el iPad de Apple desarrollada por IDEA.org. WikiNodes fue la primera aplicación en tableta para navegar por Wikipedia utilizando un enfoque de árbol radial para visualizar cómo los artículos y las secciones de los artículos están relacionadas entre sí. La aplicación muestra los temas asociados (artículos o secciones de un artículo), que se extienden en la pantalla, como una tela de araña de iconos.

## Funcionamiento
La aplicación utiliza la técnica de la visualización SpicyNodes que fue galardonada con el premio de "mejor aplicación para la enseñanza y el aprendizaje" por la Asociación Americana de Bibliotecarios Escolares (AASL) en 2011, y además fue votada entre las "35 mejores herramientas Web 2.0 para clases vía Twitter" en 2010.
La interfaz de usuario se basa en dos modos de visualización:
- Visualización en Página - muestra los artículos de Wikipedia en formato largo, similares a los que aparecen en el sitio web principal de Wikipedia.[5]
- Visualización en Nodo - divide los artículos de Wikipedia en secciones, artículos y enlaces a artículos relacionados, de forma similar a los mapas mentales.[6] El usuario puede arrastrar los nodos, tocar cualquier nodo para mostrar en detalle un panel para desplazarse y leer el contenido de la sección. Esto proporciona una forma visual para ver las relaciones entre los artículos.[7][8]

Para junio de 2011, la aplicación era compatible con los treinta y seis principales idiomas de Wikipedia (por número de artículos).

## Recepción
La aplicación se destacó como un "pick staff" de la App Store de Apple en Estados Unidos durante la semana del 28 de mayo de 2011; como aplicación "nueva y notable" durante la semana del 5 de mayo de 2011, y en otras ocasiones por las tiendas de aplicaciones de Apple afuera de los Estados Unidos. Ha recibido críticas positivas por parte de varios blogueros especializados en educación.